# Baissama Sankoh
Baissama Sankoh (Nogent-sur-Marne, Franciaország, 1992. március 20. –) guineai-francia labdarúgó, a francia élvonalbeli En Avant de Guingamp hátvédje.

## Pályafutása

### A válogatottban
2013. augusztus 14-én mutatkozott be a guineai válogatottban az Algéria elleni mérkőzésen. 2015-ben behívták a Afrika-kupára kézülő keretbe. Négy mérkőzésen lépett pályára: Elefántcsontpart (1–1), Kamerun (1–1), Mali (1–1) ellen és a negyeddöntőben Ghána ellen (0–3).